# The Proud Family
The Proud Family is een Amerikaanse animatieserie, geproduceerd voor Disney. De serie telt 3 seizoenen met in totaal 53 afleveringen, die van september 2001 tot augustus 2005 werden uitgezonden op Disney Channel.

## Verhaal
De serie draait om een Afro-Amerikaanse familie. Centraal staat de tienerdochter van dit gezin, Penny Proud. Ze woont samen in een huis met haar vader Oscar, haar moeder Trudy, de tweeling BeBe & CeCe, en haar grootmoeder Suga Mama. De serie volgt Penny's dagelijkse belevenissen en de soms onalledaagse situaties waar ze in belandt.

## Productie
The Proud Family is bedacht door Bruce W. Smith en grotendeels geproduceerd door Jambalaya Studios. Smith wilde de serie eerst verkopen aan Nickelodeon, maar in 2001 werd de serie gekocht door Disney Channel. De serie is grotendeels getekend met behulp van Macromedia Flash.

## Personages
Penny Proudde protagonist van de serie. Ze houdt van typische tienerzaken zoals omgaan met haar vrienden. Ze is een getalenteerd zanger, denkt logisch na, en zit in het voetbalteam van haar school.
Oscar ProudPenny's vader. Hij is erg beschermend en streng tegenover haar, vaak tot Penny's frustratie. Oscars karakter is vaak hyperactief, koppig, gierig, tikje egoïstisch en lui, maar hij bedoelt het nooit zo kwaad. Hij is de zoon van Sugar Mama en de jongere broer van Bobby op wie hij erg jaloers is omdat deze altijd werd voorgetrokken. Oscar speelt ook voor pechvogel en goedbedoelende schurk.
Trudy ProudPenny's moeder. Ze is dierenarts van beroep. Vaak is zij het niet eens met haar man Oscar, maar soms weer wel. Ze komt uit een rijke en voorname familie. Haar vader is dokter en haar zuster actrice. Ze is meestal de verstandigste, hoewel ze bazig, verwaand en jaloers kan zijn. Haar meisjesnaam is Barker.
BeBe & CeCePenny's 1 jaar oude broertje en zusje. Ze zijn een tweeling.
Charlette "Suga Mama" ProudPenny's grootmoeder. Ze is nog erg kwiek voor haar leeftijd. Zo doet ze aan taekwondo en houdt van worstelen. Ze is dol op haar oudste zoon Bobby en heeft een zekere minachting voor haar jongste zoon Oscar, wat blijkt uit het feit dat ze vroeger Bobby altijd voortrok. Toch houdt ze van hem, al laat ze dat zeker niet elke dag merken.
Puffde hond van het gezin. Ze is vaak slachtoffer van de streken van de tweeling.
Dijonay JonesPenny's vriend. Ze is doorgaans eerlijk, maar keert zich af en toe tegen Penny voor eigen gewin. Ze heeft een oogje op Sticky Webb, maar dat gevoel is niet wederzijds.
Sticky WebbPenny's tweede beste vriend en Dijonay's liefdesinteresse. Hij doet zich stoer voor, maar is diep van binnen erg bang.
Zoey HowzerEen goede vriendin van Penny en Dijonay, ze is vaak onzeker over zichzelf. Ze is van Duitse afkomst en heeft rood haar, waar ze vaak mee wordt gepest. Haar lengte is ook vaak de reden dat andere meisjes haar uitlachen.
LaCienega BoulevardezBuurmeisje en frenemy van Penny. Ze is Latijns-Amerikaans, maar haar ouders zijn erg rijk. Zelf vindt ze zich boven de plebs verheven. Michael gebruikt ze om zijn kennis van de laatste mode, maar vindt hem te "verwijfd" om haar vriendje te kunnen zijn.
Felix BoulevardezLaCienega's vader en vriend van Oscar. Hij is tevens zijn naaste buurman. Hij is erg rijk, want hij heeft een eigen privébioscoop. Verder lijkt hij qua karakter erg op Oscar, hoewel hij zelden opvliegend is.
Sunset BoulevardezFelix' vrouw. Ze is tevens vriendin van Trudy en net als zij kan ze erg bazig zijn.
Michael Collinsde jongen in de vriendenkring van Penny die erg modebewust is en verwijft. Hierdoor wordt hij vaak gepest en heeft zijn vader die de gymleraar van de school is de pik op hem.
De zusjes Bahdrie zusjes in het grijs die Penny en haar vriendinnen vaak dwingen hun lunch- en zakgeld af te geven. De middelste zus is de enige die het woord voert, terwijl de andere twee vaak zwijgend erbij staan.
Luis "Papi" BoulevardezFelix' vader die lijkt op de Joker uit Batman. Hierdoor dacht Sugar Mama aanvankelijk dat hij César Romero was. Hij spreekt slechts Spaans. Als hij wat zegt, schaterlacht hij het uit, vaak omdat hij dan de spot heeft gedreven. Zijn schoondochter Sunset vindt hem maar lastig, maar zijn kleindochtertje LaCienega vindt hem wel aardig. Sugar Mama heeft een oogje op hem, maar dat is totaal niet wederzijds. Hij is een rokkenjager.
Bobby ProudOscar's grote broer en Sugar Mama's oudste zoon en lievelingetje. Hij is een succesvol zanger die af en toe mee speelt in de reclames voor zijn broers Proud Snacks. Verder lijkt zijn gedrag ook identiek met dat van Oscar.
Wizard Kellyeen voormalige basketbalkampioen, zakenman en filantroop. De stad waar hij in woont, is ook naar hem vernoemd. Hij bezit meer dan de helft van alle bedrijven in de stad en is getrouwd met een voormalige vriendin van Oscar die hem aan de kant zette nadat Oscar de schoolbasketbalkampioenschap van 1977 verloor. Oscar koestert nog steeds wrok jegens Kelly. Hij is ervan overtuigd dat als hij toen de beslissende worp goed had gemaakt, hij nu het succesvol leven zou hebben die Wizard Kelly heeft.
Perry ProudSugar Mama's overleden echtgenoot en vader van Oscar. Hij was één keer te zien in een terugblik van Sugar Mama toen die had ontdekt dat de mentor van Penny haar oude vriendin en rivale Gertie Dinkins was. Hij lijkt qua uiterlijk erg op Bobby en Oscar.
Gertie DinkinsPenny's mentor en voormalige vriendin van Sugar Mama. Ze doet gemeen tegen Penny omdat ze weet dat zij de kleindochter van Sugar Mama is, die ze haat omdat ze vals heeft gespeeld bij muntje gooien om Perry Proud, de opa van Penny, te krijgen. Ze heeft een zwak voor Oscar omdat hij haar aan Perry doet denken.
Spice ProudOscar's tante en oudste zuster van Sugar Mama. Ze heeft magische krachten. Zij en Sugar Mama kunnen elkaar niet uitstaan en om haar zusje meer een hak te zetten, doet ze net alsof Oscar haar lievelingsneefje is, terwijl ze hem gewoon een nul vindt. Ze gebruikte Zoey om klanten aan te trekken voor haar magievoorstelling.
Omarde jongen waar Penny een oogje op heeft. Hij is de verdediger van de basketbalclub.
Myron Lewinskieen van de vrienden van Omar en een kneus. Door een gemene streek van LaCienega kwamen hij en Penny samen in de kledingkast van haar ouders waardoor die dachten dat Penny met Myron wilde gaan zoenen. Vervolgens verspreidt hij het gerucht dat hij Penny heeft versiert, dit tot groot ongenoegen van Penny.
Carloseen vriend van Omar en een grote dikke knul die graag eet. In het begin moest Penny niets van hem hebben, omdat ze dacht dat hij een domme reus was die met zijn maag denkt. Hij blijkt echter erg veel te weten over mythologie en bovendien beresterk te zijn. Ook toont hij een gevoelige kant waardoor Penny hem als een vriend beschouwt.
Maya Leibowitz-Jenkinsze komt in een vervolgserie van Proud Family voor. Zij en haar broer K3 komen met hun adoptiefouders Leibowitz te wonen in de ouderlijke woning van Sticky Webb die ging verhuizen. Ze is een rebelse en bittere meid die van geen vriendschap wil weten, zelfs niet die van Penny. Ze heeft een misantropisch karakter.
Francis "K3" Leibowitz-JenkinsMaya's broer en een soort dubbelganger van Sticky Webb. Net als bij Sticky is Dijonay smoor op hem. Net als Sticky is dat niet wederzijds.
Dr. Paynede huisarts van de familie Proud. Hij klinkt als Mr. T. in The A-Team en noemt Oscar Proud steevast "idioot".
Dominee Haygoodeen wat gesjeesde predikant die met veel enthousiasme en leven de kerk van de Pinksterbeweging leidt. Zijn vrouw Patricia is de orgeliste. Peabo is zijn misdienaar. Zijn zoon Tory is populair bij de meisjes. Penny en haar vriendinnen zitten in het kerkkoor en zingen gospelmuziek.
Meneer Carsonde adjunct-directeur van de school die zich gedraagt als een drilsergeant.
Beveiligingsman met Duits accenthij lijkt op en klinkt ietwat als Arnold Schwarzenegger en hij heeft meestal een baan als beveiligingsman. In hoop gevallen werkt hij voor Wizard Kelly. Zijn naam is onbekend.

## Gastrollen
The Proud Family kent voor een Disneyproductie een groot aantal gastrollen: Omarion, Mo'Nique, Solange Knowles, Gabrielle Union, Frank Welker, Vanessa L. Williams, Sheryl Lee Ralph, Carlos Mencia, Shia LaBeouf, Wendy Raquel Robinson, LisaRaye McCoy, Cicely Tyson, Ray J, Luther Vandross, Cree Summer, Miss Kittie, Anthony Anderson, Jamal Mixon, David Alan Grier, Ron Glass, Jenifer Lewis, Robert Guillaume, Samuel L. Jackson, Vivica A. Fox, Mariah Carey, Ashanti, Kobe Bryant, Kurt 'Big Boy' Alexander, Lil' Romeo, Raven-Symone, Alicia Keys, Al Roker, Lou Rawls, Dante Basco, Pablo Santos, Tisha Campbell-Martin, Smokey Robinson, James Avery, en Steve Harvey.

## Media
Behalve de 53 afleveringen bestaan van The Proud Family ook de volgende media:
- The Proud Family Movie: een film die als afsluiter van de serie dient
- The Proud Family (videospel): een videospel gebaseerd op de serie
- The Proud Family (album): een soundtrack-album van de serie
- De personages uit The Proud Family hebben een gastrol in de aflevering Spats van Lilo & Stitch: The Series.